# Narcís de Carreras
Narcís de Carreras i Guiteras (La Bisbal d'Empordà, 16 agosto 1905 – Barcellona, 11 ottobre 1991) è stato un avvocato spagnolo, presidente del Futbol Club Barcelona dal 17 gennaio 1968 al 18 dicembre 1969.

## Biografia
Politicamente vicino alla Lliga Regionalista de Catalunya sin dalla giovinezza (fu segretario personale di Cambó), diresse il FC Barcelona alla fine degli anni sessanta, ideando la frase el Barça es más que un club ("Il Barça è più di un club") che sarebbe divenuta il motto del club. Ascese alla presidenza de La Caixa nel 1972, dopo il fallimento di Miquel Mateu i Pla. Nel 1987 fu sostituito da Juan Antonio Samaranch.
| Controllo di autorità | VIAF (EN) 304379627 · BNE (ES) XX1238104 (data) |